# Сонсека
Сонсека (ісп. Sonseca) — муніципалітет в Іспанії, у складі автономної спільноти Кастилія-Ла-Манча, у провінції Толедо. Населення — 11 331 особа (2010).
Муніципалітет розташований на відстані близько 85 км на південь від Мадрида, 20 км на південь від Толедо.
На території муніципалітету розташовані такі населені пункти: (дані про населення за 2010 рік)
- Касальгордо: 8 осіб
- Сонсека: 11323 особи

## Демографія
Динаміка населення (INE ):

## Галерея зображень

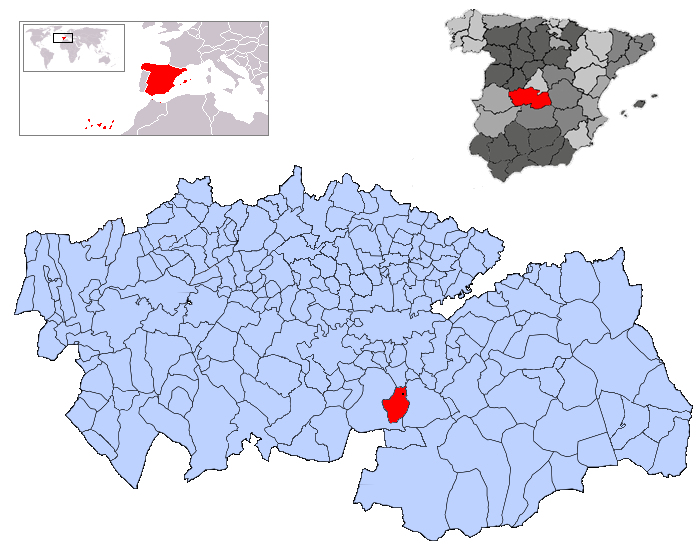
Розташування муніципалітету у провінції Толедо